# Robert Tear
Robert Tear (8 de março de 1939 - 29 de março de 2011) foi um tenor, professor, cantor e maestro galês.

## Carreira
Ele se tornou conhecido cantando nas óperas de Benjamin Britten em meados da década de 1960. Da década de 1970 até sua aposentadoria em 1999, sua principal base operística foi a Royal Opera House, Covent Garden; ele apareceu com outras companhias de ópera no Reino Unido, Europa continental, EUA e Austrália. Geralmente evitando o repertório italiano, que não combinava com sua voz, Tear tornou-se conhecido em papéis de protagonistas e personagens em óperas alemãs, britânicas e russas.

O repertório de concertos de Tear era amplo, estendendo-se da música do século XVII a obras contemporâneas de Britten, Tippett e outros. Ele conduziu por alguns anos a partir de meados da década de 1980, mas encontrou-se temperamentalmente inadequado para isso. Como professor da Royal Academy of Music, ele era mais feliz e era bem visto por colegas e alunos.